# Djurön
Djurön – miejscowość (tätort) w Szwecji, w regionie administracyjnym (län) Östergötland, w gminie Norrköping.
Według danych Szwedzkiego Urzędu Statystycznego liczba ludności wyniosła: 235 (31 grudnia 2015), 280 (31 grudnia 2018) i 295 (31 grudnia 2019).